# La Bohème (film, 1988)
Pour les articles homonymes, voir La Bohème (homonymie).
Pour plus de détails, voir Fiche technique et Distribution.
La Bohème est un film franco-italo-britannique réalisé par Luigi Comencini, sorti en 1988.
C'est l'adaptation de l'opéra La Bohème de Giacomo Puccini, lui-même adapté d'un roman d'Henri Murger.

## Fiche technique
- Titre français : La Bohème
- Réalisation : Luigi Comencini, assisté de Frédéric Auburtin
- Scénario : Giuseppe Giacosa et Luigi Illica d'après Henri Murger
- Musique originale : Giacomo Puccini
- Photographie : Armando Nannuzzi
- Montage : Sergio Buzi
- Costumes : Carolina Ferrara
- Son : Guy Level
- Casting : Catherine Chambelland
- Société(s) de production : Gaumont, Rai Due
- Société(s) de distribution : UGC
- Pays d'origine :  France,  Italie
- Format : Eastmancolor  - 1,85:1 -  35 mm - son  Dolby:
- Décors: Paola Comencini, Chantal Laurent
- Genre : drame
- Durée : 106 minutes
- Dates de sortie : 
  - France : 9 mars 1988

## Distribution
- Barbara Hendricks : Mimi
- José Carreras : Rodolfo (chanteur)
- Luca Canonici : Rodolfo (acteur)
- Gino Quilico : Marcello
- Angela Maria Blasi : Musetta
- Richard Cowan : Schaunard
- Francesco Ellero d'Artegna : Colline
- Massimo Girotti : Alcindoro
- Federico Davia : Benoît (et voix d'Alcindoro)
- Ciccio Ingrassia : Parpignol (acteur)
- Michel Sénéchal : Parpignol (chanteur)